# Life is Good
Pour les articles homonymes, voir Life Is Good (homonymie).
Albums de Flogging Molly
Speed of Darkness
(2011)
Life is Good est le septième album studio du groupe de folk-punk américano-irlandais Flogging Molly, sorti le 2 juin 2017.

## Titres
Les douze pistes de cet album sont :
1. There's Nothing Left Pt. 1 (2:23)
2. The Hand Of John L. Sullivan (4:00)
3. Welcome To Adamstown (3:04)
4. Reptiles (We Woke Up) (3:43)
5. The Days We've Yet To Meet (3:41)
6. Life Is Good (4:02)
7. The Last Serenade (Sailors And Fishermen) (4:23)
8. The Guns Of Jericho (4:15)
9. Crushed (Hostile Nations) (4:22)
10. Hope (3:27)
11. The Bride Wore Black (2:59)
12. Until We Meet Again (3:54)